# Rumaguma
Rumaguma – serbski producent opon i innych produktów związanych z gumą z siedzibą w Ruma. Obecnie należy do szwedzkiego Trelleborg A.B.

## Historia
Przedsiębiorstwo zostaje założone w 1961 roku w mieście Ruma na północy Serbii, w regionie Wojwodina.
W 1964 roku przedsiębiorstwo zaczyna regenerować zużyte opony.
W 1967 roku rozpoczyna produkcję wyrobów gumowych i gumę do użytku technicznego.
W 1975 przedsiębiorstwo łączy się ze słoweńską firmą produkującą opony Sava.
W 1981 roku zostaje wybudowana nowa fabryka.
W 1989 firma uniezależnia się od firmy Sava.
W lipcu 1991 r. firma dzieli się na dwie niezależne firmy pod nazwą Pneumatika i Guma.
17 sierpnia 1993 r. firma Pneumatika zmienia nazwę na Rumaguma.
W 2000 roku spółka wkracza na belgradzką giełdę.
31 stycznia 2003 roku Serbska Agencja Prywatyzacyjna sprzedaje 70,16% udziałów w Rumaguma AD amerykańskiej Galaxy Tire and Wheel Inc.
15 sierpnia 2008 roku spółka zostaje nabyta przez ČGS Holding a.s. a 18 września 2008 zostaje włączona do ČGS Tyre Division
10 września 2008 r. Rumaguma AD zostaje wycofana z giełdy w Belgradzie i przekształca się w spółkę z ograniczoną odpowiedzialnością.
6 kwietnia 2009 r. CGS Tires Holding BV przejmuje 100% udziałów w spółce.
1 lutego 2012 r. firma zmienia nazwę na Mitas doo.
31 maja 2016 roku szwedzki Trelleborg A.B nabywa fabrykę wraz z zakupem czeskiego ČGS Holding a.s.